# Guilherme Caribé
Guilherme Caribé Oliveira Santos (Salvador, 1º de março de 2003) é um nadador brasileiro, medalhista de ouro nos 100m livres nos Jogos Pan-Americanos de 2023, vice-campeão mundial em piscina curta nos 50 e 100m livres do Campeonato Mundial de Natação em Piscina Curta de 2024, e 4º lugar nos 100m livres no Campeonato Mundial de Esportes Aquáticos de 2025.

## Biografia
Se destacou na natação em 2022 durante o Troféu Júlio de Lamare. Nadou os 50 metros abaixo de 22 segundos e fez os 100m abaixo de 48 segundos, marcas consideradas excelentes para a prova. Na época, chegou a ser comparado a César Cielo. Na época, representava o Clube dos Funcionários da Petrobras, de Salvador. Passou a competir posteriormente pelo Flamengo, do Rio de Janeiro, e também representou a Universidade do Tennessee, nos Estados Unidos, nas competições da NCAA.
No Campeonato Mundial de Esportes Aquáticos de 2023, participou dos revezamentos, com sextos lugares pelos 4x100m livre masculino e também pelo misto. Nos 50 metros livre, porém, acabou desclassificado por ter queimado a largada.
Competiu nos Jogos Pan-Americanos de 2023, em Santiago, sendo ouro nos 100 metros livre e nos revezamentos masculino e misto do 4x100m livre.
Esteve na competição da NCAA, nos Estados Unidos, em 2024, onde venceu a prova das 100 jardas com 40s55, batendo o recorde que era até então de César Cielo. Em maio do mesmo ano, foi campeão do Troféu Brasil nos 100 metros livre.
Competiu nos Jogos Olímpicos de Verão de 2024, em Paris. Chegou até a semifinal dos 100 metros livre, sendo eliminado e terminando em 10º lugar. Já nos 50 metros livre, ficou em 33º na classificação geral.
No Troféu José Finkel, realizado em piscina curta, em agosto de 2024, venceu os 100m livre com o tempo de 45s78, a quatro centésimos de segundo de igualar o recorde sul-americano de César Cielo.
No Campeonato Mundial de Natação em Piscina Curta de 2024, realizado em Budapeste em dezembro de 2024, quebrou o recorde sul-americano dos 100m livre, que pertencia a César Cielo, obtendo a prata com o tempo de 45s47. Mais tarde, conquistou outra medalha de prata nos 50m livre. Também terminou em 5º lugar no revezamento 4x100m livre.
Em abril de 2025, no Troféu Maria Lenk, ele nadou os 100m livres em 47s10, um tempo que o colocou como o líder do ranking mundial naquele momento, e como o 10º nadador mais rápido da história da prova. Este tempo também teria sido suficiente pra obter a medalha de prata olímpica em Paris 2024.  Ele também nadou os 50 m livre em 21s46, alcançando o segundo melhor tempo do mundo nesta temporada, atrás apenas do russo Egor Kornev, que fez 21s43. Esse tempo seria suficiente para conquistar a medalha de bronze nas Olimpíadas de Paris 2024. No último dia de competição, nadando os 50m borboleta, Caribé fez a marca de 22s95, quarta melhor do ranking mundial em 2025, marca que teria lhe dado o ouro no Mundial de 2024.
No Campeonato Mundial de Esportes Aquáticos de 2025, Caribé começou a competição nadando os 50m borboleta, e, embora não fosse sua prova principal, chegou à final após bater seu recorde pessoal, nadando em 22s91. Participando pela primeira vez de uma final individual do Mundial de Piscina Longa, terminou em 8º lugar.  Nos 100m livres, obteve um grande resultado, terminando em 4º lugar com a marca de 47s35, a 0,18s de ganhar uma medalha, na final mais forte da história da prova em Mundiais. Ainda nadou os 50m livres, onde ficou de fora da final por 1 centésimo de segundo, terminando em 10º com a marca de 21s78.

## Melhores resultados pessoais
- Atualizado até 28 de julho de 2025

| Prova         | Tempo | Competição                 | Data                | Nota(s) |
| ------------- | ----- | -------------------------- | ------------------- | ------- |
| 50m livre     | 21s46 | Troféu Maria Lenk 2025     | 25 de abril de 2025 |         |
| 100m livre    | 47s10 | Troféu Maria Lenk 2025     | 23 de abril de 2025 |         |
| 50m borboleta | 22s91 | Campeonato Mundial de 2025 | 27 de julho de 2025 |         |

| Prova      | Tempo | Competição                 | Data                   | Nota(s)               |
| ---------- | ----- | -------------------------- | ---------------------- | --------------------- |
| 50m livre  | 20s57 | Campeonato Mundial de 2024 | 15 de dezembro de 2024 |                       |
| 100m livre | 45s47 | Campeonato Mundial de 2024 | 12 de dezembro de 2024 | Recorde sul-americano |